# Gelis nigriventris
Gelis nigriventris là một loài tò vò trong họ Ichneumonidae.